# 埃尚当
埃尚当（法語：Échandens）是瑞士联邦西部法语区的沃州下设的一个镇。在行政上属于莫尔日区管辖。埃尚当的总面积为3.88平方公里。截至2010年底，总人口为2,192。

## 地理
埃尚当以沃诺日河为东部边界。